# Квартал Волжский Бульвар 95
Кварта́л Во́лжский Бульва́р 95 (до 1995 года — Кварта́л Во́лжский Бульва́р 95,114а,113а) — квартал в Юго-Восточном административном округе города Москвы на территории района Текстильщики.

## История
Современное название дано в 1995 году, до этого улица называлась Кварта́л Во́лжский Бульва́р 95,114а,113а. Слово «Волжский» в названии отражает близость к Волжскому бульвару, который, в свою очередь, был назван по реке Волге.

## Расположение
Квартал ограничен с юго-запада и северо-востока проезжими частями Волжского бульвара (проходит с северо-запада на юго-восток), с юго-востока — Окской улицей, с северо-запада — Саратовской улицей. Нумерация домов начинается от Окской улицы, дома пронумерованы как корпуса (к. 2; к. 2, с. 2; к. 3; к. 3а; к. 4; к. 5; к. 5а; к. 6; к. 6, с. 1; к. 7; к. 11).

## Примечательные здания и сооружения
- к. 4 — детский сад № 1713;
- к. 11 — Отдел внутренних дел по району Текстильщики ЮВАО города Москвы, Отделение по району Текстильщики ОУФМС России по городу Москве в ЮВАО.

## Транспорт

### Наземный транспорт
По кварталу Волжский Бульвар 95 не проходят маршруты наземного общественного транспорта. У юго-восточного конца квартала расположены остановка «Окская улица, д. 4» автобусов № 143, 569, Вк, Вч (на Окской улице), остановка «Волжский бульвар, д. 13» автобусов № 143, 569 (на Волжском бульваре), у северо-западного, на Волжском бульваре, — остановка «Саратовская улица» автобусов № 29, 725, 74, 143, 193, 228, 569, 703, 861, западнее квартала, на Волжском бульваре, — остановка «Волжский бульвар, д. 16» автобусов № 29, 725.

### Метро
- Станция метро «Кузьминки» Таганско-Краснопресненской линии — юго-восточнее квартала, на площади Славы на пересечении Волгоградского проспекта с Жигулёвской и Зеленодольской улицами и улицей Маршала Чуйкова.
- Станция метро «Текстильщики» Таганско-Краснопресненской линии и проектируемая станция метро «Текстильщики» Третьего пересадочного контура (будут соединены переходом) — западнее квартала, на пересечении Волгоградского проспекта и Люблинской улицы.

### Железнодорожный транспорт
- Платформа Текстильщики Курского направления Московской железной дороги — западнее квартала, между Волгоградским проспектом, Люблинской и Шоссейной улицами.